# Nihil sub sole novum
Nihil sub sole novum (o anche Nihil novum sub sole, Nihil sub sole novi, Nihil novi sub sole) è una locuzione latina che dalla Bibbia (Qohelet, 1,9-10), è entrata nell'uso comune della lingua italiana. Significa letteralmente «nulla di nuovo sotto il sole».
Nel passo biblico originale intende affermare che da quando la terra è stata creata non accade nulla di nuovo su di essa: da millenni si ripetono le stesse situazioni e gli stessi fatti. Nulla è veramente una novità. Il detto pone particolarmente l'accento sulla supposta vanità delle vicende umane. Nell'uso corrente è usato per prendere atto, spesso con rammarico, che quello che si pensava diverso da certa realtà è invece uguale ad essa.

## Testo biblico
| Biblia Hebraica Stuttgartensia                                | Septuaginta | Vulgata Clementina | Bibbia CEI 1974 |
| ------------------------------------------------------------- | --- | --- | --- |
| 9 מַה־שֶּֽׁהָיָה֙ ה֣וּא שֶׁיִּהְיֶ֔ה וּמַה־שֶּׁנַּֽעֲשָׂ֔ה ה֖וּא שֶׁיֵּעָשֶׂ֑ה וְאֵ֥ין כָּל־חָדָ֖שׁ תַּ֥חַת הַשָּֽׁמֶשׁ׃ | 9 τί τὸ γεγονός, αὐτὸ τὸ γενησόμενον· καὶ τί τὸ πεποιημένον, αὐτὸ τὸ ποιηθησόμενον· καὶ οὐκ ἔστιν πᾶν πρόσφατον ὑπὸ τὸν ἥλιον. | 9 Quid est quod fuit? Ipsum quod futurum est. Quid est quod factum est? Ipsum quod faciendum est.                            | 9 Ciò che è stato sarà e ciò che si è fatto si rifarà; non c'è niente di nuovo sotto il sole.                                            |
| 10 יֵ֥שׁ דָּבָ֛ר שֶׁיֹּאמַ֥ר רְאֵה־זֶ֖ה חָדָ֣שׁ ה֑וּא כְּבָר֙ הָיָ֣ה לְעֹֽלָמִ֔ים אֲשֶׁ֥ר הָיָ֖ה מִלְּפָנֵֽנוּ׃ | 10 ὃς λαλήσει καὶ ἐρεῖ ᾿Ιδὲ τοῦτο καινόν ἐστιν, ἤδη γέγονεν ἐν τοῖς αἰῶσιν τοῖς γενομένοις ἀπὸ ἔμπροσθεν ἡμῶν.                 | 10 Nihil sub sole novum, nec valet quisquam dicere: Ecce hoc recens est: jam enim præcessit in sæculis quæ fuerunt ante nos. | 10 C'è forse qualcosa di cui si possa dire: «Guarda, questa è una novità»? Proprio questa è già stata nei secoli che ci hanno preceduto. |